# Pisanka
Pisanka o Pisanka (in ucraino Писанка?, Pysanka) è il termine rispettivamente ucraino e polacco che indica un uovo decorato utilizzando una delle tante tecniche di decorazione dell'uovo comuni nell'Europa orientale, in particolare tra le popolazioni slave. Queste tradizioni hanno avuto origine nei tempi pagani, e furono trasformate dal processo del sincretismo religioso nelle uova della Pasqua cristiana.
Altre culture slave producono uova decorate con nomi simili.

## Storia

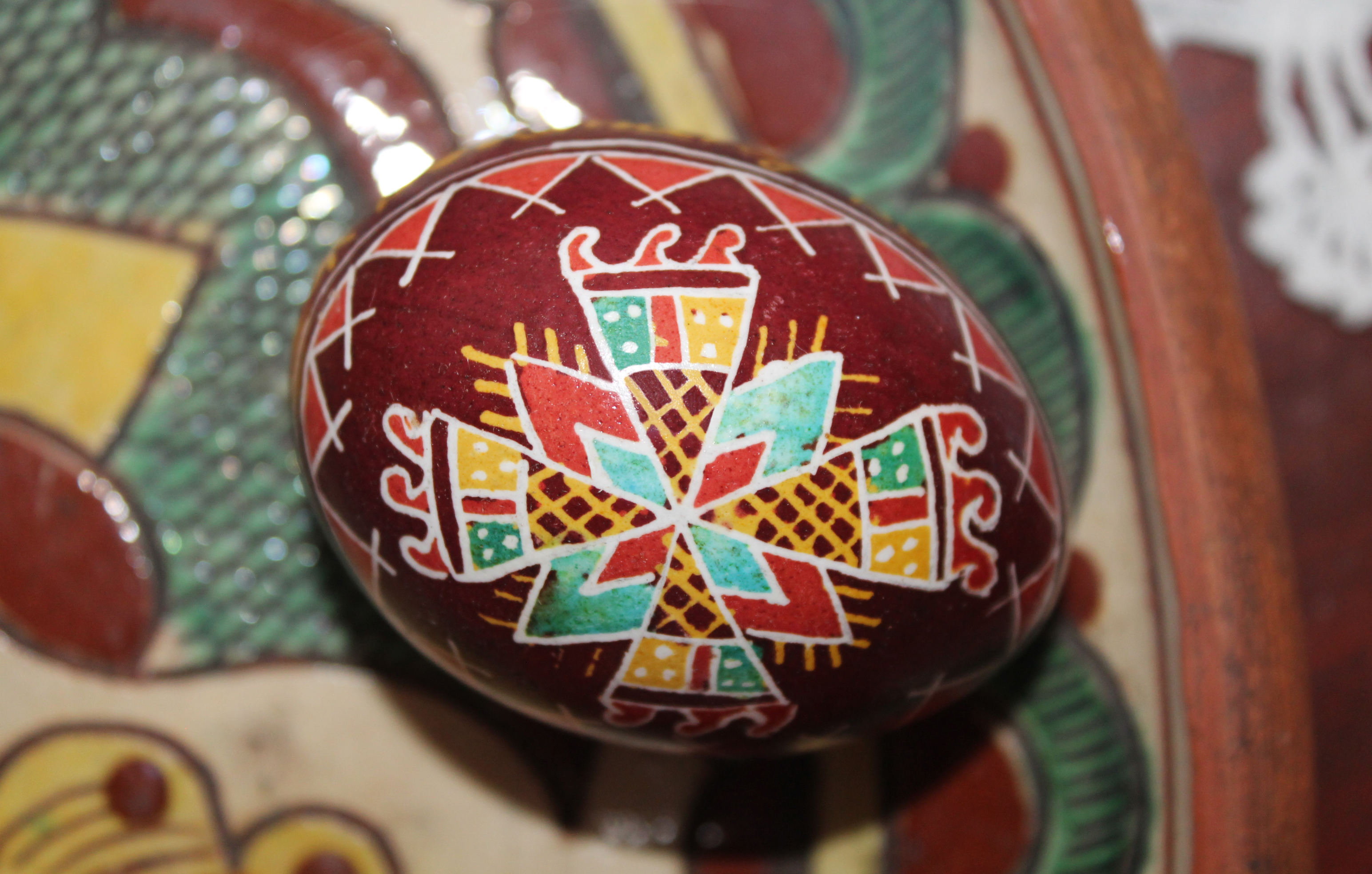
Pisanka ucraina Huzulshchyny

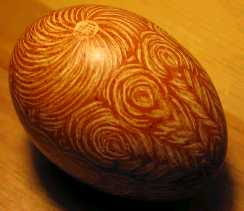
Pisanka polacca

Sul territorio dell'Ucraina sono state trovate uova di culto nelle sepolture degli Sciti, nella Crimea orientale (IV secolo a.C.). Le prime uova di Pasqua trovate sul territorio di Rus di Kyiv risalgono ai secoli XI-XIII. Erano modelli di uova in argilla, decorati con vetrina. Queste uova di Pasqua erano vuote e venivano usate come sonagli. Prodotti simili sono stati trovati in Polonia e Scandinavia. In totale, sono state trovate più di 100 di queste uova di Pasqua in ceramica, che sono divise in sud (Kiev) e nord (Novgorod) in base alle caratteristiche della decorazione. Quelle meridionali sono ricoperte di acqua gialla, verdastra, raramente brunastra su uno sfondo bruno-marrone, verde, raramente giallo. Quelli settentrionali sono marrone-neri con una lucentezza metallica e un motivo giallo o verde. Il maggior numero di uova di Pasqua in ceramica è stato trovato nelle sepolture femminili nella regione del Medio Dnepr. Tali sonagli sono un oggetto comune progettato per scacciare le forze del male con il suono. Non sono state trovate uova di uccelli di culto dipinte dei tempi della Rus', ma furono prodotte nel territorio della Polonia (la città di Opole) nel X secolo. È possibile che la tradizione di colorare le uova degli uccelli sia stata portata in Rus' più tardi.
I ritrovamenti di antiche uova di Pasqua sono legati alle usanze di seppellire le uova nel campo per il bene del raccolto, o di metterle in sepolture per onorare genitori e nonni, o per ricevere protezione da loro. Nel tempo, le uova di Pasqua sono diventate esclusivamente un attributo pasquale, che, pur indebolendo l'originario significato religioso, ha preservato quello estetico. I colori naturali non sono molto resistenti, quindi sbiadiscono nel tempo. Tuttavia, il colore delle antiche uova di Pasqua è noto per il fatto che il colore originale è conservato nei pori del guscio. Pysanka è considerato il tipo più produttivo di arte ucraina del XIX secolo, poiché le uova dipinte venivano prodotte in serie per ogni Pasqua.
Poiché la pysanka in Ucraina è strettamente connessa con i riti religiosi, durante il periodo sovietico la pysanka è stata a lungo evidenziata come una tradizione perduta. Le uova di Pasqua sono state esposte come reperti museali dell'antichità. Invece, sono state realizzate uova di Pasqua souvenir in legno. Nelle regioni centrali e orientali dell'Ucraina, ciò ha quasi portato alla distruzione dell'arte di pysanka. In un momento in cui la tradizione era minacciata di distruzione in Ucraina, l'uovo di Pasqua è stato sviluppato dalla diaspora ucraina in Canada e negli Stati Uniti. Furono pubblicati album fotografici, francobolli e anche americani di origine non ucraina si interessarono a quest'arte sotto l'influenza della propaganda attiva del pysankar (coloro che praticano quest'arte) da parte degli emigranti ucraini.
L'interesse per la realizzazione delle uova di Pasqua, così come per altre tradizioni popolari, è stato ripreso durante il decennio dell'indipendenza. Nel 1992 si tenne il Congresso Internazionale di Pysankari, e furono pubblicati manuali metodici.
Nell'agosto 2013, nel centro di Leopoli è stato trovato un uovo di Pasqua di 500 anni fatto su un guscio d'uovo. Nel settembre dello stesso anno, durante gli scavi sulla riva del bacino di Hrinnycja, fu ritrovato un uovo di Pasqua in argilla con vetrina, realizzato 950 anni fa.